# Kotel (vojenství)

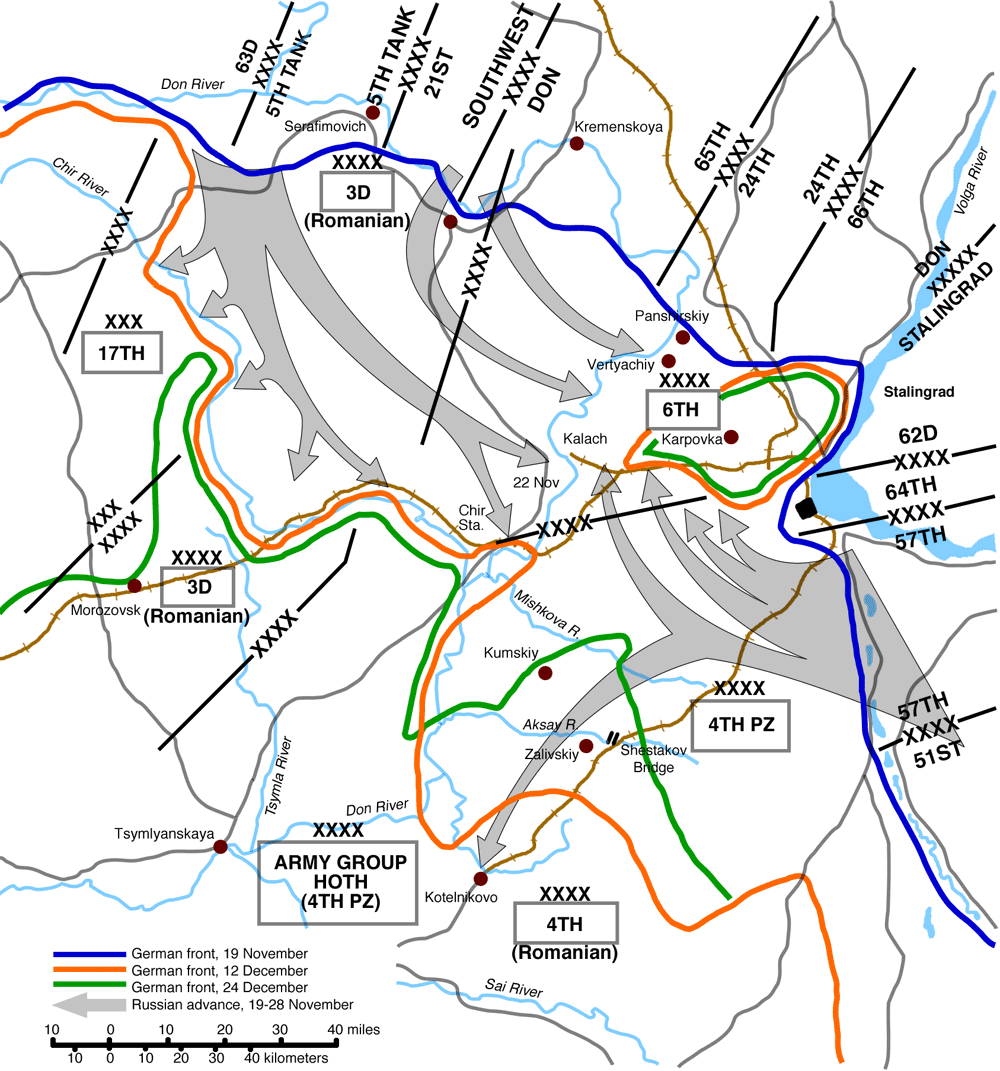
Němečtí vojáci byli odříznuti během bitvy u Stalingradu, čímž vznikl kotel, ve kterém bylo uvězněno přes 250 000 vojáků.

Kotel je vojenský termín, kterým se označuje obklíčení nepřátelských jednotek na rozsáhlém území. Obklíčení je trvalejšího charakteru a zcela znemožňuje přesun nepřátelských jednotek z obklíčení. Vznik kotle má mít za následek vyřazení velkého množství nepřátelských jednotek z boje a jejich postupné zničení.
Kotel vzniká následkem úspěšného obklíčení útočícími jednotkami, které uzavřou veškeré přístupové (únikové) cesty bránícím se jednotkám. Bránící jednotky se dostávají do soustředěného tlaku útočníka ze všech stran. Vlivem izolace nemají možnost přísunu posil, munice a materiálu, což je postupně zbavuje bojeschopnosti a vyřazuje z konfliktu.
Vznik označení kotlů by se dal vysledovat do doby tankových bitev a mobility války, jelikož pro úspěšné vytvoření kotle je potřeba značná mobilita, či překonání protivníkovy obrany minimálně na jednom úseku fronty a následné obklíčení (či obchvat) části obranných pozic. Je častým jevem, že útok je záměrně veden na křídlech, kde je obrana mnohem slabší, což umožňuje po úspěšném průlomu silné obranné pozice obchvátit a obklíčit.
Při úspěšném obklíčení přichází na řadu druhá fáze a to eliminace vzniklého kotle. Ve většině případů je na zničení nepřátelského odporu v kotli nasazena mohutná dělostřelecká palba, letecké bombardování a v poslední fázi se stupňující tlak útočících pozemních vojsk, které mají za úkol definitivně zlomit odpor nepřítele.
V historii nebývalo výjimkou, když se při zničení kotle vzdávaly do zajetí statisíce vojáků.
Možnou záchranou obklíčených jednotek v kotli je pokus probít se k vlastním jednotkám přes vzniklá ramena obchvatu, která nemusí mít zatím dostatečně vybudované obranné pozice (přechod z ofenzivní armády na defenzivní) a následné spojení s vlastními jednotkami a znovuvytvoření zásobovacích tras. V historii existuje řada příkladů, kdy se obránci probili z kotle do vlastních řad (např. Korsuň-Ševčenkovská Operace). Vzniklá cesta pak byla využita ke stažení jednotek. (Po opuštění kotle je často na místě zanechána těžká bojová technika, či další vybavení obránců, z čehož vyplývá nutnost jejich znovuvyzbrojení.)